# Problema dels tres cossos

Moviment caòtic de tres cossos en un camp de forces aïllat

El problema dels tres cossos consisteix a determinar el moviment que seguiran tres cossos puntuals sotmesos només a la seva mútua interacció gravitatòria, si són conegudes les posicions i velocitats dels cossos en un moment inicial.
Tot i la simplicitat del plantejament, aquest problema és molt més complicat que el de determinar el moviment de dos cossos, que ja va ser resolt per Newton i que és descrit per les lleis de Kepler.

## Introducció
El problema dels tres cossos consisteix a determinar les posicions i velocitats de tres cossos, de qualsevol massa, en qualsevol instant, sotmesos a la seva atracció gravitacional mútua i partint d'unes posicions i velocitats donades (les condicions inicials són 18 valors).
Mentre que el problema dels dos cossos té solució mitjançant el mètode de les quadratures integrals, el problema de tres cossos no té solució general per aquest mètode i en alguns casos la seva solució pot ser caòtica en el sentit físic del terme, que significa que petites variacions en les condicions inicials poden portar a destinacions totalment diferents.
En general, el problema dels tres cossos (i el problema dels n -cossos, per n > 3) no es pot resoldre pel mètode de les quadratures o integrals de moviment (o integrals primeres). Com va demostrar el matemàtic francès Henri Poincaré, no existeix una fórmula que el regeixi. És a dir, de les 18 integrals de moviment, només 10 poden ser resoltes per les lleis de conservació. A més d'aquestes 10 integrals, no hi ha cap altra integral que sigui algebraicament independent. Això no implica, però, que no existeixi una solució general del problema dels tres cossos, ja que es pot desenvolupar una solució com una sèrie. De fet, Karl Sundman en proporcionà el 1909 una solució, però mitjançant una sèrie convergent.
Aquest problema no sorgeix com un problema teòric, perquè el sistema Terra-Lluna-Sol és un cas molt acostat del problema. Charles Delaunay va estudiar entre 1860 i 1867 aquest sistema i va publicar dos volums sobre el tema, cadascun de 900 pàgines. Entre molts altres èxits, en el seu treball apareix ja el caos, i aplica la teoria de la pertorbació, que consisteix a resoldre'l com un problema de dos cossos i considerar que el tercer pertorba la posició dels altres dos.
Es tracta d'un cas d'inestabilitat, anomenat problema teòric fonamental de l'estabilitat de l'equilibri, un fenomen que en termes actuals pot denominar-se moviment caòtic i que no va poder ser abordat fins a 1949, quan el matemàtic uruguaià José Luis Massera el va caracteritzar en els termes de les funcions de Lyapunov.
El 1776, el matemàtic francès Pierre-Simon Laplace va començar a publicar 5 volums del Traité du Mécanique Céleste, en el qual afirmava categòric que, si es conegués la velocitat i la posició de totes les partícules de l'univers en un instant, es podrien predir el seu passat i futur. Durant més de cent anys, la seva afirmació va semblar correcta i, per això, es va arribar a la conclusió que el lliure albir no existia, ja que tot estava determinat.
El determinisme laplacià consistia a afirmar que, si es coneixen les lleis que governen els fenòmens estudiats i es coneixen les condicions inicials i s'és capaç de calcular-ne la solució, llavors es pot predir amb total certesa el futur del sistema estudiat.
A finals del segle xix, Henri Poincaré (1854-1912), matemàtic francès, va introduir un nou punt de vista en preguntar si el sistema solar seria estable per sempre. Poincaré va ser el primer a pensar en la possibilitat del caos, en el sentit d'un comportament que depengués sensiblement de les condicions inicials. El 1903, Poincaré postulava sobre l'aleatori i l'atzar en els termes següents:
L'atzar no és més que la mesura de la ignorància de l'ésser humà, reconeixent, al mateix temps, l'existència d'innombrables fenòmens que no eren completament aleatoris, que simplement no responien a una dinàmica lineal, aquells en què petits canvis en les condicions inicials conduïen a enormes canvis en el resultat. Aquesta afirmació, a més, està directament relacionada amb la teoria de variables ocultes. D'aquesta manera, es va començar la recerca de les lleis que governen els sistemes desconeguts, com ara el clima, la sang quan flueix pel cor, les turbulències, les formacions geològiques, els embussos de vehicles, les epidèmies, la borsa o la forma en què les flors brosten en un prat.

## El problema dels tres cossos restringit o d'Euler
El problema dels tres cossos restringit assumeix que la massa d'un dels cossos és negligible. El problema dels tres cossos restringit circular és un cas especial en què s'assumeix que dos dels cossos estan en òrbites circulars (la qual cosa és aproximadament certa per al sistema Sol-Terra-Lluna). (Per a una discussió del cas en què el cos menyspreable és un satèl·lit del cos de massa menor, vegeu l'article sobre l'esfera de Hill; per als sistemes binaris, vegeu el lòbul de Roche; per a solucions estables del sistema, vegeu punts de Lagrange.)
El problema restringit (circular i el·líptic) va ser estudiat extensament per molts matemàtics i físics famosos, com Lagrange al segle xviii i Henri Poincaré al final del segle xix. En el problema circular, hi ha cinc punts d'equilibri anomenats punts de Lagrange. Tres d'aquests punts són alineats amb les masses principals i són inestables. Els altres dos es localitzen en el tercer vèrtex formant amb les dues masses principals triangles equilàters. Aquests punts són estables. En el sistema Sol-Júpiter, els punts lagrangians estan en la mateixa òrbita de Júpiter però 60° per davant o per darrere, i formen amb el Sol i Júpiter dos triangles equilàters. El fet que aquests punts estiguin ocupats pels asteroides troians constitueix una bella confirmació.